# Insulatricha hippai
Insulatricha hippai är en tvåvingeart som beskrevs av Jaschhof 2004. Insulatricha hippai ingår i släktet Insulatricha och familjen Rangomaramidae. Inga underarter finns listade i Catalogue of Life.